# Street Cry
Street Cry (1998-2014) est un cheval de course pur-sang anglais, né en Irlande, appartenant à l'Écurie Godolphin. Lauréat de la Dubaï World Cup, il est devenu un étalon de premier plan, père notamment des grandes championnes Winx et Zenyatta.

## Carrière de courses
Élevé en Irlande et d'origine européenne, Street Cry est pourtant envoyé par Godolphin faire carrière aux États-Unis, en Californie, sous les ordres de Eoin Harty, un entraîneur spécialisé dans les 2 ans. Il y fait ses débuts au mois de juillet de ses 2 ans et, après avoir brillamment remporté son maiden, se frotte aux meilleurs "juveniles" de la Côte Ouest. Il décroche deux accessits d'honneur dans des groupe 2. Ayant décroché son billet pour le Breeders' Cup Juvenile, il se hisse sur le podium de la plus grande course américaine pour 2 ans, et prend au passage sa revanche sur le dénommé Flame Thrower, qui l'avait devancé deux fois auparavant.
L'hiver venu, Street Cry est envoyé à Dubaï et passe dans les boxes de Saeed bin Suroor, l'entraîneur en chef de Godolphin. Il remporte pour sa rentrée les 2000 Guinées locales face devant un poulain de groupe 1, Noverre, puis échoue de peu à réussir le doublé dans l'UAE Derby. Mais une blessure interrompt cette saison qui semblait bien partie et anéantit les espoirs de participer aux épreuves de la Triple Couronne américaine. On retrouve Street Cry sept mois plus tard, pour une rentrée aux États-Unis, dans un groupe 3 où il ne peut faire mieux que deuxième. Renvoyé à Dubaï pour l'hiver et désormais remis de ses ennuis de santé, il connaît l'apogée de sa carrière au début de son année de 4 ans, où il semble avoir nettement franchi un palier. Qu'on en juge : d'abord il rentre victorieusement dune préparatoire à la Dubaï World Cup, le Al Maktoum Challenge Round 3, où il écrase ses adversaires de plus de huit longueurs. Et il enchaîne dans la belle, où le favori Sakhee, le lauréat du précédent Prix de l'Arc de Triomphe, doit le regarder s'envoler et gagner de plus de quatre longueurs. Trois mois plus tard, il fait une nouvelle démonstration dans le Stephen Foster Handicap, un groupe 1 américain dans lequel il écrabouille ses adversaires. La série s'arrête dans le Whitney Handicap, où il est dominé par le Coolmore Left Bank. Sa carrière aussi : Street Cry connaît des problèmes de santé et on le revoit plus en piste.

### Résumé de carrière
| Date         | Hippodrome      | Pays        | Course                       | Statut      | Distance    | Jockey      | Place       | Écart       | Vainqueur ou deuxième | Temps       |
| 2000, 2 ans  | 2000, 2 ans     | 2000, 2 ans | 2000, 2 ans                  | 2000, 2 ans | 2000, 2 ans | 2000, 2 ans | 2000, 2 ans | 2000, 2 ans | 2000, 2 ans           | 2000, 2 ans |
| ------------ | --------------- | ----------- | ---------------------------- | ----------- | ----------- | ----------- | ----------- | ----------- | --------------------- | ----------- |
| 16 juillet   | Hollywood Park  | États-Unis  | Maiden                       |             | 1 100 m     | D. Flores   | 2e / 10     | 1           | Divine Spirit         | 1'04"32     |
| 20 août      | Del Mar         | États-Unis  | Maiden                       |             | 1 700 m     | D. Flores   | 1er / 10    | 7           | Dotage                | 1'16"84     |
| 14 septembre | Del Mar         | États-Unis  | Del Mar Futurity             | Gr. 2       | 1 400 m     | D. Flores   | 2e / 8      | tête        | Flame Thrower         | 1'22"00     |
| 7 octobre    | Santa Anita     | États-Unis  | Norfolk Stakes               | Gr. 2       | 1 600 m     | D. Flores   | 2e / 8      | encolure    | Flame Thrower         | 1'34"86     |
| 4 novembre   | Churchill Downs | États-Unis  | Breeders' Cup Juvenile       | Gr. 1       | 1 700 m     | D. Flores   | 3e / 14     |             | Macho Uno             | 1'42"05     |
| 2001, 3 ans  |                 |             |                              |             |             |             |             |             |                       |             |
| 1er mars     | Nad Al Sheba    | Dubaï       | UAE 2000 Guineas             |             | 1 600 m     | L. Dettori  | 1er / 8     | 2           | Noverre               | 1'35"14     |
| 24 mars      | Nad Al Sheba    | Dubaï       | UAE Derby                    | Gr. 3       | 1 800 m     | L. Dettori  | 2e / 14     | cte tête    | Express Tour          | 1'47"04     |
| 31 octobre   | Aqueduct        | États-Unis  | Discovery Handicap           | Gr. 3       | 1 800 m     | D. Flores   | 2e / 7      | 1           | Evening Attire        | 1'48"62     |
| 2002, 4 ans  |                 |             |                              |             |             |             |             |             |                       |             |
| 28 février   | Meydan          | Dubaï       | Al Maktoum Challenge Round 3 | Gr. 2       | 2 000 m     | L. Dettori  | 1er / 7     | 8 ½         | State Shinto          | 2'01"25     |
| 23 mars      | Meydan          | Dubaï       | Dubaï World Cup              | Gr. 1       | 2 000 m     | J. Bailey   | 1er / 11    | 4 ¼         | Sei Mi                | 2'01"18     |
| 15 juin      | Churchill Downs | États-Unis  | Stephen Foster Handicap      | Gr. 1       | 1 800 m     | J. Bailey   | 1er / 8     | 6 ¼         | Dollar Bill           | 1'47"84     |
| 3 août       | Saratoga        | États-Unis  | Whitney Handicap             | Gr. 1       | 1 800 m     | J. Bailey   | 2e / 6      | 1 ¼         | Left Bank             | 1'47"04     |

## Au haras

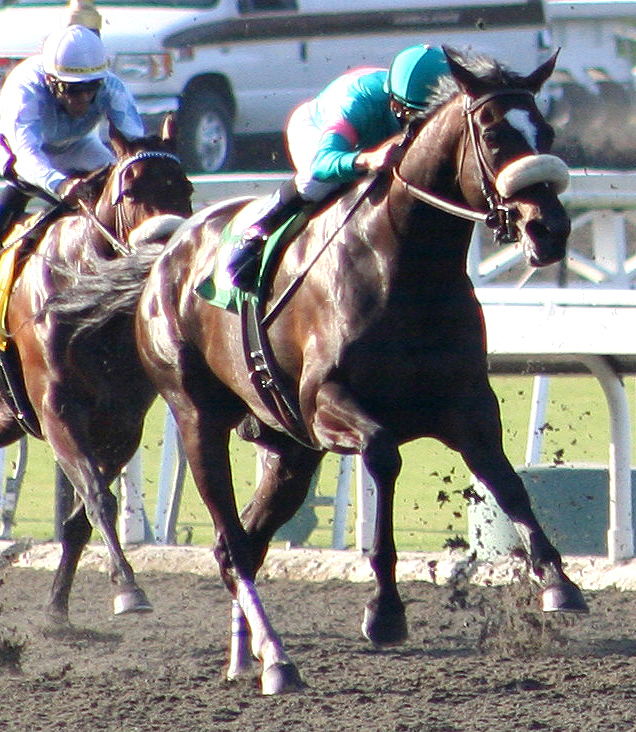
Zenyatta

Bien né et nanti d'un beau palmarès malgré ses blessures, Street Cry prend ses quartiers d'étalon à Jonabell Farm, dans le Kentucky, l'antenne américaine de Godolphin. Proposé à $ 30 000 dès sa première saison, il ne tarde pas à se montrer à la hauteur des espoirs placés en lui et voit son tarif grimper à $ 150 000. En parallèle, il effectue cinq saisons de monte en Australie, à Au$ 110 000 la saillie, où il se voit sacré tête de liste des étalons pour la saison 2015-2016. Auteur d'un vingtaine de gagnants au niveau groupe 1, aux États-Unis, en Australie, en Europe et même au Pérou, il est l'auteur de deux des plus grandes championnes de l'ère moderne, l'Australienne Winx et l'Américaine Zenyatta. Ses meilleurs produits, avec entre parenthèses le nom du père de mère :
- Winx (Al Akbar) : la plus grande championne de l'histoire des courses australiennes, lauréate de 25 groupe 1 (un record mondial), dont quatre éditions du Cox Plate, invaincue pendant quatre ans et 33 courses. Élue quatre fois cheval de l'année en Australie.
- Zenyatta (Kris S) : lauréate de 19 de ses 20 sorties, dont 11 groupe 1 parmi lesquels la Breeders' Cup Ladies' Classic et la Breeders' Cup Classic. Cheval de l'année aux États-Unis en 2010, membre du Hall of Fame des courses américaines.
- Street Sense (Dixieland Band) : Kentucky Derby, Breeders' Cup Juvenile, Travers Stakes. 2 ans de l'année aux États-Unis.
- Shocking (Danehill) : Melbourne Cup
- Tomcito (Eastern Echo) : Clasico Ricardo Ortiz de Zevallos, Clasico Derby Nacional.

En outre, Street Cry s'affirme comme père de mères, revendiquant dans ce registre le cheval le plus riche du monde, le champion hongkongais Romantic Warrior (vainqueur du Cox Plate et du Yasuda Kinen, triple lauréat de la Hong Kong Cup et de la Queen Elizabeth II Cup), ou le globe-trotter Rebel's Romance, vainqueur de huit groupe 1 sur trois continents.
Street Cry est euthanasié en Australie le 17 septembre 2014, à 16 ans, à la suite d'une aggravation de ses troubles neurologiques.

## Origines
Street Cry est un fils du Niarchos Machiavellian, né dans la pourpre (Mr. Prospector et l'une des poulinières du siècle, Coup de Folie), meilleur 2 ans en France en 1989 et reproducteur de renom, auteur d'une dizaine de chevaux de groupe 1. Sa mère est la classique Helen Street, une fille de la bonne Waterway (3ème de la Poule d'Essai des Pouliches), lauréate des Irish Oaks qui s'est avérée très influente au haras, notamment via Street Cry et le neveu de celu-ci, Shamardal.
- Helen Street (1982) : Irish Oaks, Hoover Fillies Mile Stakes (Gr.3), Prix du Calvados. 3ème Yorkshire Oaks. 4ème Champion Stakes, Washington D.C. International. Mère de :
  - Street Cry
  - Grecian Slipper (Sadler's Wells), mère de :
    - Magna Gracia (Warning) : Prix de Barbeville (Gr.3).
    - Graikos (Rainbow Quest) : Prix de Condé (Gr.3). 3ème Prix des Chênes (Gr.3).

  - Helsinki (Machiavellian), vendue 3,9 millions de dollars pleine de Cherokee Run en novembre 2004. mère de :
    - Geoffrey Chaucer (Montjeu) : Beresford Stakes (Gr.2). 3ème Derby Trial Stakes (Gr.3).
    - Diamond Necklace (Unbridled's Song), mère de :
      - Dogtag (War Front) : Royal Heroine Stakes. (Gr.2), Yellow Ribbon Handicap (Gr.2), John C. Mabee Stakes (Gt.2). 3ème Rodeo Drive St (Gr.1)

    - Shamardal (Giant's Causeway) : Dewhurst Stakes, Poule d'Essai des Poulains, Prix du Jockey Club, St. James's Palace Stakes. Grand étalon, père de plus de 30 vainqueurs de groupe 1.

### Pedigree
| Origines de Street Cry (IRE), mâle bai, 1998 | Origines de Street Cry (IRE), mâle bai, 1998 | Origines de Street Cry (IRE), mâle bai, 1998 | Origines de Street Cry (IRE), mâle bai, 1998 |
| -------------------------------------------- | -------------------------------------------- | -------------------------------------------- | -------------------------------------------- |
| Père Machiavellian b. 1987                   | Mr. Prospector b. 1970                       | Raise a Native                               | Native Dancer                                |
| Père Machiavellian b. 1987                   | Mr. Prospector b. 1970                       | Raise a Native                               | Raise You                                    |
| Père Machiavellian b. 1987                   | Mr. Prospector b. 1970                       | Gold Digger                                  | Nashua                                       |
| Père Machiavellian b. 1987                   | Mr. Prospector b. 1970                       | Gold Digger                                  | Sequence                                     |
| Père Machiavellian b. 1987                   | Coup de Folie b. 1982                        | Halo                                         | Hail to Reason                               |
| Père Machiavellian b. 1987                   | Coup de Folie b. 1982                        | Halo                                         | Cosmah                                       |
| Père Machiavellian b. 1987                   | Coup de Folie b. 1982                        | Raise the Standard                           | Hoist the Flag                               |
| Père Machiavellian b. 1987                   | Coup de Folie b. 1982                        | Raise the Standard                           | Natalma                                      |
| Mère Helen Street b. 1982                    | Troy b. 1976                                 | Petingo                                      | Petition                                     |
| Mère Helen Street b. 1982                    | Troy b. 1976                                 | Petingo                                      | Alcazar                                      |
| Mère Helen Street b. 1982                    | Troy b. 1976                                 | La Milo                                      | Hornbeam                                     |
| Mère Helen Street b. 1982                    | Troy b. 1976                                 | La Milo                                      | Pin Prick                                    |
| Mère Helen Street b. 1982                    | Waterway b. 1976                             | Riverman                                     | Never Bend                                   |
| Mère Helen Street b. 1982                    | Waterway b. 1976                             | Riverman                                     | River Lady                                   |
| Mère Helen Street b. 1982                    | Waterway b. 1976                             | Boulevard                                    | Pall Mall                                    |
| Mère Helen Street b. 1982                    | Waterway b. 1976                             | Boulevard                                    | Costa Sola (famille 1-l)                     |